# SN 2009kg
SN 2009kg – supernowa odkryta 10 czerwca 2009 roku w galaktyce A161756+5458. W momencie odkrycia miała maksymalną jasność 21,90m.